# 경상남도의 국가등록문화유산
대한민국의 국가등록문화재 가운데 경상남도에 있는 국가등록문화재는 다음의 목록과 같다.
| 번호  | 사진 | 명칭                                                                | 소재지                                                                       | 관리자 (단체)                        | 지정일                                         | 참조 |
| 35호  |      | 진주 문산성당 (晉州 文山聖堂)                                       | 경남 진주시 문산읍 소문길67번길 9-4 (소문리)                                 | 진주시                               | 2002년 5월 31일 지정                           |      |
| 36호  |      | 구 통영청년단 회관 (舊 統營靑年團 會館)                             | 경남 통영시 서문로 21 (문화동)                                               | 통영시                               | 2002년 5월 31일 지정                           |      |
| 37호  |      | 함양 구 임업시험장 하동·함양지장 (咸陽 舊 林業試驗場 河東·咸陽之場) | 경남 함양군 함양읍 함양로 1072 (백연리)                                      | 함양군                               | 2002년 5월 31일 지정                           |      |
| 51호  |      | 밀양 삼랑진역 급수탑 (密陽 三浪津驛 給水塔)                         | 경남 밀양시 삼랑진읍 천태로 56-2 (송지리)                                    | 한국철도시설공단                     | 2003년 1월 28일 지정                           |      |
| 145호 |      | 창녕 남지철교 (昌寧 南旨鐵橋)                                       | 경남 창녕군 남지읍 남지리961 외                                              |                                      | 2004년 12월 31일 지정                          |      |
| 147호 |      | 거창 경덕재 (居昌 敬德齋)                                           | 경남 거창군 웅양면 웅양로 2367-42, 외 1필지 (한기리)                         | .                                    | 2005년 4월 15일 지정, 2014년 7월 3일 해제      |      |
| 148호 |      | 산청 특리 근대 한옥 (山淸 特里 近代 韓屋)                           | 경남 산청군 금서면 동의보감로312번가길 10-9 (특리)                           | .                                    | 2005년 4월 15일 지정                           |      |
| 149호 |      | 구 통영군청 (舊 統營郡廳)                                           | 경남 통영시 중앙로 61 (도천동)                                               | .                                    | 2005년 4월 15일 지정                           |      |
| 150호 |      | 통영 문화동 배수시설 (統營 文化洞 配水施設)                         | 경남 통영시 뚝지먼당길 74-10(문화동)                                         | .                                    | 2005년 4월 15일 지정                           |      |
| 151호 |      | 밀양 교동 근대 한옥 (密陽 校洞 近代 韓屋)                           | 경남 밀양시 밀양향교3길 18 (교동)                                            | .                                    | 2005년 4월 15일 지정                           |      |
| 152호 |      | 밀양 퇴로리 근대 한옥 (密陽 退老里 近代 韓屋)                       | 경남 밀양시 부북면 퇴로2길 18-7, 외 1필지 (퇴로리)                           | .                                    | 2005년 4월 15일 지정                           |      |
| 153호 |      | 진주 하촌동 남인수 생가 (晉州 下村洞 南仁樹 生家)                   | 경남 진주시 하촌로96번길 56-2, 195호 (하촌동)                                | .                                    | 2005년 4월 15일 지정 2013년 12월 17일 해제     |      |
| 154호 |      | 진주 옥봉성당 (晉州 玉峰聖堂)                                       | 경남 진주시 향교로42번길 5 (옥봉동)                                          | .                                    | 2005년 4월 15일 지정                           |      |
| 192호 |      | 진해역 (鎭海驛)                                                     | 경남 창원시 진해구 여좌동 761-474, 7-38                                      | .                                    | 2005년 9월 14일 지정                           |      |
| 193호 |      | 구 진해해군통제부 병원장 사택 (舊 鎭海海軍統制府 病院長 舍宅)       | 경남 창원시 진해구 중원로32번길 22, , 18 (근화동)                            |                                      | 2005년 9월 14일 지정                           |      |
| 194호 |      | 구 진해요항부 사령부 (舊 鎭海要港部 司令部)                         | 경남 창원시 현동 23-1                                                        |                                      | 2005년 9월 14일 지정                           |      |
| 195호 |      | 구 진해방비대 사령부 (舊 鎭海防備隊 司令部)                         | 경남 창원시 현동 72-4                                                        | ()                                   | 2005년 9월 14일 지정                           |      |
| 196호 |      | 구 진해방비대 사령부 별관 (舊 鎭海防備隊 司令部 別館)               | 경남 창원시 현동 72-4                                                        | ()                                   | 2005년 9월 14일 지정                           |      |
| 197호 |      | 구 진해요항부 병원 (舊 鎭海要港部 病院)                             | 경남 창원시 현동 23                                                          |                                      | 2005년 9월 14일 지정                           |      |
| 198호 |      | 구 마산헌병 분견대 (舊 馬山憲兵 分遣隊)                             | 경남 창원시 마산합포구 3·15대로 52 (월남동3가)                               | 문화재청                             | 2005년 9월 14일 지정                           |      |
| 199호 |      | 마산 봉암수원지 (馬山 鳳岩水源池)                                   | 경남 창원시 봉암동 88                                                        | 마산시                               | 2005년 9월 14일 지정                           |      |
| 200호 |      | 창원 소답동 김종영 생가 (昌原 召畓洞 金鍾瑛 生家)                   | 경남 창원시 의창구 의안로44번길 33 (소답동)                                  |                                      | 2005년 9월 14일 지정                           |      |
| 356호 |      | 거제초등학교 본관 (巨濟初等學校 本館)                               | 경남 거제시 거제면 동상리 415                                                |                                      | 2007년 9월 21일 지정                           |      |
| 365호 |      | 의령 오운마을 옛 담장 (宜寧 五雲마을 옛 담牆)                       | 경남 의령군 낙서면 낙서로3길 46-6, 외 (전화리)                               | 의령군                               | 2007년 11월 30일 지정                          |      |
| 463호 |      | 백두산함 돛대 (白頭山艦 돛대)                                       | 경남 창원시 안곡동 46 해군사관학교 박물관                                    | .                                    | 2010년 6월 25일 지정                           |      |
| 572호 |      | 거창 구 자생의원                                                    | 경남 거창군 거창읍 중앙리 283-6, 284-2, 285-1, 483-1                         | .                                    | 2013년 10월 29일 지정                          |      |
| 582호 |      | 진주 배영초등학교 구 본관                                           | 경남 진주시 중안동 14-9, 17                                                  | .                                    | 2013년 12월 20일 지정                          |      |
| 617호 |      | 양산 통도사 자장암 마애아미타여래삼존상                             | 경남 양산시 하북면 통도사로 108                                              | 통도사 자장암                        | 2014년 10월 29일 지정                          |      |
| 622호 |      | 통영 용화사 괘불도                                                  | 경남 통영시 봉수로 107-82                                                    | 용화사                               | 2014년 10월 29일 지정                          |      |
| 623호 |      | 사천 다솔사 괘불도                                                  | 경남 사천시 곤명면 다솔사길 417                                              | 다솔사                               | 2014년 10월 29일 지정                          |      |
| 624호 |      | 진주 의곡사 괘불도                                                  | 경남 진주시 의곡길 72                                                        | 의곡사                               | 2014년 10월 29일 지정                          |      |
| 639호 |      | 정암철교 (鼎岩鐵橋)                                                 | 경남 의령군 의령읍 정암리 산 1-2, 430-43, 함안군 군북면 월촌리 1943-1, 733-2 | 시설물/ 의령군, 토지/ 국(국토교통부) | 2014년 10월 30일 지정                          |      |
| 695호 |      | 통영 소반장 공방                                                    | 경남 통영시 박효자길 17                                                      | 통영시장                             | 2018년 8월 8일 지정예고, 2017년 10월 23일 지정 | ,    |